# Écuillé
Écuillé és un municipi francès situat al departament de Maine i Loira i a la regió de País del Loira. L'any 2007 tenia 571 habitants.

## Demografia

### Població
El 2007 la població de fet d'Écuillé era de 571 persones. Hi havia 196 famílies de les quals 24 eren unipersonals (20 homes vivint sols i 4 dones vivint soles), 56 parelles sense fills, 112 parelles amb fills i 4 famílies monoparentals amb fills.
La població ha evolucionat segons el següent gràfic:
Habitants censats

### Habitatges
El 2007 hi havia 217 habitatges, 193 eren l'habitatge principal de la família, 13 eren segones residències i 11 estaven desocupats. 209 eren cases i 5 eren apartaments. Dels 193 habitatges principals, 155 estaven ocupats pels seus propietaris, 34 estaven llogats i ocupats pels llogaters i 4 estaven cedits a títol gratuït; 1 tenia una cambra, 9 en tenien dues, 13 en tenien tres, 41 en tenien quatre i 129 en tenien cinc o més. 147 habitatges disposaven pel capbaix d'una plaça de pàrquing. A 59 habitatges hi havia un automòbil i a 128 n'hi havia dos o més.

### Piràmide de població
La piràmide de població per edats i sexe el 2009 era:
| Homes | Edats   | Dones |
| ----- | ------- | ----- |
| 0     | 95 o +  | 0     |
| 0     | 90 a 94 | 0     |
| 4     | 85 a 89 | 4     |
| 0     | 80 a 84 | 0     |
| 8     | 75 a 79 | 4     |
| 4     | 70 a 74 | 16    |
| 0     | 65 a 69 | 0     |
| 12    | 60 a 64 | 8     |
| 8     | 55 a 59 | 8     |
| 8     | 50 a 54 | 12    |
| 32    | 45 a 49 | 12    |
| 16    | 40 a 44 | 20    |
| 40    | 35 a 39 | 32    |
| 4     | 30 a 34 | 4     |
| 12    | 25 a 29 | 20    |
| 20    | 20 a 24 | 12    |
| 12    | 15 a 19 | 12    |
| 32    | 10 a 14 | 32    |
| 12    | 5 a 9   | 20    |
| 12    | 0 a 4   | 24    |

## Economia
El 2007 la població en edat de treballar era de 360 persones, 286 eren actives i 74 eren inactives. De les 286 persones actives 276 estaven ocupades (147 homes i 129 dones) i 10 estaven aturades (7 homes i 3 dones). De les 74 persones inactives 17 estaven jubilades, 33 estaven estudiant i 24 estaven classificades com a «altres inactius».

### Ingressos
El 2009 a Écuillé hi havia 196 unitats fiscals que integraven 600 persones, la mediana anual d'ingressos fiscals per persona era de 19.006 €.

### Activitats econòmiques
Dels 19 establiments que hi havia el 2007, 1 era d'una empresa de fabricació d'altres productes industrials, 4 d'empreses de construcció, 3 d'empreses de comerç i reparació d'automòbils, 1 d'una empresa d'hostatgeria i restauració, 1 d'una empresa d'informació i comunicació, 2 d'empreses financeres, 5 d'empreses de serveis i 2 d'empreses classificades com a «altres activitats de serveis».
Dels 4 establiments de servei als particulars que hi havia el 2009, 1 era un guixaire pintor i 3 lampisteries.
L'únic establiment comercial que hi havia el 2009 era una gran superfície de material de bricolatge.
L'any 2000 a Écuillé hi havia 18 explotacions agrícoles que ocupaven un total de 426 hectàrees.

## Equipaments sanitaris i escolars
El 2009 hi havia una escola elemental.

## Poblacions més properes
El següent diagrama mostra les poblacions més properes.